# João Alves (football, 1952)
Pour les articles homonymes, voir João Alves (homonymie), Alves (homonymie) et Ferreira.
João António Ferreira Resende Alves, né le 5 décembre 1952 à Albergaria-a-Velha (Portugal), est un footballeur portugais.
Milieu de terrain, il compte 36 sélections en équipe du Portugal A (3 buts). Il devient par la suite entraîneur et consultant pour le quotidien sportif "Record". Il est aussi gérant de l'école de football "Escola de Futebol Luvas Pretas".
Joueur, il était surnommé « luvas pretas » (« les gants noirs », héritage de son grand-père Carlos Alves, international portugais ayant évolué à Carcavelinhos et au FC Porto), en raison de ces gants qu'il portait.

## Biographie

### Le joueur «Luvas pretas»
Formé au Benfica Lisbonne, après une première licence à l'AD Sanjoanense, club entraîné par son grand-père. Les dirigeants lisboete ne voulant pas l'intégrer immédiatement au sein de l'équipe première, il quitte le Benfica. Joueur extraordinaire, possédant une technique, qui lui permet de mettre le ballon où il veut. Il commence par jouer en tant que professionnel au Varzim SC, au terme de la saison le Benfica Lisbonne, veut récupérer son joueur, mais à la suite d'un incident avec António Simões il est transféré définitivement et fait ses débuts en 1re division en 1973/74 avec CD Montijo , qui lui aussi fait ses débuts à ce niveau, et finit dernier à la fin de la saison. 
Considéré comme le meilleur jeune joueur du Portugal, il s'installe à Boavista , pendant la saison 1974/75,  qui est entraîné par  José Maria Pedroto. Lors de sa première saison, il se classe à la 4e place et remporte la Coupe du Portugal, ainsi que le titre honorifique de deuxième meilleur buteur du club, ce qui lui vaut d'être convoqué pour la première fois en sélection nationale. La saison suivante il devient vice-champion du Portugal, gagne à nouveau la Coupe et cette fois il est le « goleador » de Boavista. Cette même année il fait partie des prétendants au Ballon d'Or.
Au terme de cette saison, sa notoriété de joueur créatif, doué d'une extraordinaire vision du jeu, et imaginatif, ayant traversée les frontières, il quitte le Portugal pour se rendre en Espagne, où il joue pour l'UD Salamanque, pendant deux saisons, Il est l'un des premiers joueurs étranger à triompher en Espagne et est même désigné, meilleur joueur étranger de la « Liga » 78, devant de grands noms tel que : Johan Cruijff, Mario Kempes, ou encore Neeskens.
Malgré des approches du Real Madrid, il est retour dans son pays natal c'est auprès de son club formateur qu'il réalise le plus gros de son palmarès. Il obtient le doublé en 1981, et en 1983. Il participe à la finale de la Coupe UEFA 1982-83, en tant que remplaçant (non titularisé par l'entraîneur suédois Sven-Göran Eriksson, pour un retard à l'entraînement), perdant face au club belge d'Anderlecht. Entre-temps il fait une escapade par Paris durant la saison 1979-80. Gravement blessé lors de la troisième journée de championnat de France  face à Sochaux, il est contraint à cinq mois d'indisponibilité. Rétabli, il ne s'adapte pas bien à la France, et décide de revenir à Benfica . Au début de la saison 1983-84, il retourne auprès de son club de cœur le Boavista FC, où il termine sa carrière de joueur et entame celle d'entraîneur (entraîneur-joueur durant la saison 1984-85). Au cours de sa carrière de joueur, il remporte plusieurs titres individuels comme celui de meilleur joueur du championnat d'Espagne en 1977 et fait partie des nommés pour le Ballon d'Or en 1975, 1978 et 1979.

### L'entraîneur
En mars 1985, après le renvoi de Mário Wilson,  il prend en charge l'équipe du Boavista FC,  jusqu'à la fin de la saison. Il devient ainsi l'un des plus jeunes entraîneurs de football portugais en 1re Division. Il réalise l'exploit de finir à la 4e place et de se qualifier pour la Coupe de l'UEFA. Durant cette période il s'est également avéré un véritable découvreur de talents, comme Paulo Bento, (qui considère João Alves comme étant sa grande référence comme entraîneur), Pedro Barbosa, Abel Xavier, Pauleta, entre autres. La saison 1985-86, il termine à la cinquième place et qualifie à nouveau l'équipe en Coupe de l'UEFA. Il entame une troisième saison au sein du  Boavista, et qualifie pour la première fois de son histoire le club, pour le second tour de la C3, après avoir battu la Fiorentina. Mais à la 16e journée, à la suite de la septième défaite depuis le début de saison, le club est à la porte de la relégation (12e sur 16), il est alors démis de ses fonctions d'entraîneur, et remplacé par José Torres.
Il s'engage pour la saison 1987-88, auprès du Leixões SC, et obtient la montée au sein de l'élite du football portugais, mettant ainsi un terme à 11 années d'absence. Néanmoins il n'accompagne pas ces derniers et leur préfère l'Estrela Amadora. La première saison il se classe 8e,et atteint les 1/32e de finale de la Coupe du Portugal. La saison 1989-90, est de moins bon calibre en championnat, mais il conquiert la Coupe, cela malgré une compétition où il a dû rejouer les matches quasiment à chaque tour (5 victoires, 4 nuls). Au début de 1990/91 il retourne aux commandes du  Boavista, mais est remplacé dans ses fonctions par Artur Ferreira, dès le mois de novembre 1990. Il rejoint donc le Vitória Guimarães et devient le troisième entraîneur depuis le début de la saison. Arrivé en janvier 1991, il entame une tentative de remontée mais finit 9e du championnat. Il entame une deuxième saison avec de prestigieux noms tel que : Paulo Bento, l'actuel sélectionneur de l'équipe du Portugal, Pedro Barbosa et le tunisien Zied Tlemçani qui termine la saison en tant que troisième meilleur buteur du championnat. Il réalise un excellent début de saison où il rivalise avec les meilleures, à la mi-saison il est quatrième à 4 points du FC Porto, champion d'automne. Il clôt la saison à la cinquième place et atteint l'objectif du club, c'est-à-dire de se qualifier pour les compétitions européennes. Malgré cette belle saison son contrat n'est pas renouvelé par les dirigeants de Guimarães. Il retourne dans un club qu'il connaît déjà l'Estrela Amadora, qui évolue en deuxième division. Dès la première saison il est champion (deuxième titre acquit avec ce club) et suit ses joueurs en élite où il se classe septième. En 1994 il remplace José Romão à tête du  Belenenses (troisième grand club de Lisbonne), il signe une seconde saison, où il obtient une place honorable de 6e, à un moment où le club à la croix du Christ vit des jours difficiles en raison d'une crise économique et financière.
En 1996, il est de retour à Salamanque, vingt ans après y avoir joué, il y côtoie un certain Pauleta, qui comme lui jouera au PSG. Cette nouvelle expérience est loin d'être une réussite, il commence le championnat de deuxième division espagnol, par un match nul, malheureusement les autres ne vont pas jouer en sa faveur, il quitte le club après une cinquième défaite, lors de la huitième journée, nous sommes le 27 octobre 1996. Malgré son échec en tant qu'entraîneur, il laisse à Salamanque de bons souvenirs comme joueur.
Durant cette même saison, il est appelé par le Boavista, ce qu'il fait pour la troisième fois, mais la réussite n'est à nouveau pas présente, au bout de cinq matches il quitte ses fonctions. Il ne retrouve pas de club pour finir la saison, ni en début de la suivante. Il atterrit à Campomaiorense  qui vient de monter en première division et qui connaît des débuts difficiles, il finit néanmoins onzième (meilleur classement obtenu par le club en « Primeira Divisão »). La saison suivante les dieux du football sont à nouveau contre lui, un début de championnat calamiteux (huit défaites en 13 matches) fait qu'il est congédié, et remplacé par son adjoint José Pereira. En février 1999, il est appelé à gérer les blancs et noirs du SC Farense, club entraîné par son grand-père dans la fin des années 1930. Il finit la saison, en maintenant l'équipe au plus haut échelon portugais. Empilant pour une deuxième saison, le sort s'acharne et il est remercié au mois de décembre. Il reste un an sans club avant de rejoindre les « étudiants » de Coïmbra qui évoluent en deuxième division portugaise et qui se trouvent en milieux de tableaux. Il maintient le club, mais se jure de le faire monte en élite. Ce qu'il réalise la saison suivante, en effet il classe le club en seconde place à deux points du premier (Moreirense), cela avec un effectif peu modifié. Il se retrouve en première division deux ans après l'avoir quitté, mais au bout de neuf journées aucune victoire à l'actif de l'Académica, il est remplacé par Victor Alves après la douzième journée. Il retourne en « II Divisão de Honra », auprès d'un de ses clubs fétiche en tant qu'entraîneur, l'Estrela Amadora, arrivée lors de la vingt cinquième journée, il termine à une méritante troisième place, synonyme de la montée en division supérieure. Mais à nouveau son style de jeu ne convient pas au championnat d'élite, il rejoint le Leixões SC à l'échelon inférieur. L'aventure ne dure que deux mois.
Écarté du football professionnel, il reste néanmoins attaché à ce sport, il se lance dans la formation des jeunes, notamment au sein de son école de football qu'il a créé au début des années 2000 à Santiago do Cacém. L'École de Football luvas pretas fait partie des écoles de football, les plus prestigieuses du Portugal.
En 2007, 24 ans après de quitter le club de Benfica, il assume le poste de sélectionneur des juniors pendant la saison 2007/08, ainsi que la saison suivante.
En octobre 2009, il est pressenti pour rejoindre l'Académica , mais André Villas-Boas lui est finalement préféré. Ce même mois, l'homme d'affaires iranien Majid Pishyar, propriétaire à l'époque, du Servette FC, contacte Alves afin de lui proposer de devenir l'entraîneur du club. Arrivé en Suisse en remplacement de William Niederhauser, il atterrit donc chez les Helvètes du Servette, qui évolue en Challenge League (deuxième division suisse). Il obtient une quatrième place, à une marche de la montée. La saison suivante l'objectif est atteint, le Servette, retrouve la première division après cinq années en division inférieure. Après avoir été démis de ses fonctions en novembre 2011, il est de retour en avril 2012, en litige avec le club depuis son éviction, il le quitte définitivement en août .

## Statistiques

### Joueur
Le tableaux ci-dessous, comprend tous les matches officiels hors matches amicaux.
| Championnats | Championnats  | Championnats        | Championnats | Championnats    | Championnats   | Coupes nationales | Coupes nationales | Coupes continentales | Coupes continentales | Sélection Portugal | Sélection Portugal | Total           | Total          |
| Saison       | Club          | Pays                | Classement   | Matches         | Buts           | Matches           | Buts              | Matches              | Buts                 | Matches            | Buts               | Matches         | Buts           |
| ------------ | ------------- | ------------------- | ------------ | --------------- | -------------- | ----------------- | ----------------- | -------------------- | -------------------- | ------------------ | ------------------ | --------------- | -------------- |
| 1972-73      | Benfica B     | ? Divisão           | inconnu      | inconnu         | inconnu        | inconnu           | inconnu           | 0                    | 0                    | 0                  | 0                  | incomplet       | incomplet      |
| 1972-73      | Varzim SC     | II Divisão Z. Norte | 2°           | inconnu         | inconnu        | inconnu           | inconnu           | 0                    | 0                    | 0                  | 0                  | incomplet       | incomplet      |
| 1973-74      | CD Montijo    | I Divisão           | 16°          | 30              | 2              | inconnu           | inconnu           | 0                    | 0                    | 0                  | 0                  | 30              | 2              |
| 1974-75      | Boavista FC   | I Divisão           | 4°           | 30              | 11             | inconnu           | inconnu           | 0                    | 0                    | 7                  | 0                  | 37              | 11             |
| 1975-76      | Boavista FC   | I Divisão           | 2°           | 29              | 15             | inconnu           | inconnu           | 0                    | 0                    | 4                  | 1                  | 33              | 16             |
| 1976-77      | UD Salamanque | Primera Liga        | 12°          | 33              | 4              | inconnu           | inconnu           | 0                    | 0                    | 4                  | 1                  | 37              | 5              |
| 1977-78      | UD Salamanque | Primera Liga        | 9°           | 31              | 6              | inconnu           | inconnu           | 0                    | 0                    | 4                  | 0                  | 35              | 6              |
| 1978-79      | Benfica       | I Divisão           | 2°           | 26              | 11             | inconnu           | inconnu           | 1                    | 0                    | 5                  | 1                  | 32              | 12             |
| 1979-80      | PSG           | D I                 | 7°           | 19              | 0              | 3                 | 0                 | 0                    | 0                    | 0                  | 0                  | 22              | 0              |
| 1980-81      | Benfica       | I Divisão           | 1°           | 30              | 14             | inconnu           | inconnu           | 0                    | 0                    | 8                  | 0                  | 38              | 14             |
| 1981-82      | Benfica       | I Divisão           | 2°           | 14              | 3              | inconnu           | inconnu           | 0                    | 0                    | 0                  | 0                  | 14              | 3              |
| 1982-83      | Benfica       | I Divisão           | 1°           | 27              | 0              | inconnu           | inconnu           | 10                   | 1                    | 4                  | 0                  | 41              | 1              |
| 1983-84      | Boavista FC   | I Divisão           | 7°           | 29              | 3              | inconnu           | inconnu           | 0                    | 0                    | 0                  | 0                  | 29              | 3              |
| 1984-85      | Boavista FC   | I Divisão           | 4°           | 18              | 0              | inconnu           | inconnu           | 0                    | 0                    | 0                  | 0                  | 18              | 0              |
| Total        | Total         | Total               |              | incomplet (316) | incomplet (69) | incomplet         | incomplet         | 23                   | 0                    | 36                 | 3                  | incomplet (366) | incomplet (73) |

- 233 matchs et 59 buts en 1re division portugaise
- 64 matchs et 10 buts en 1re division espagnole
- 19 matchs et 0 but en Division 1

#### En sélection nationale
Il débute en sélection nationale le 13 novembre 1974 en match amical contre la Suisse, alors qu'il est joueur du Boavista. Match qui se solde par une défaite 3 à 0, et son dernier match se dispute le 27 avril 1983, face à l'Union soviétique (défaite 5 à 0) dans le cadre des qualifications à l'Euro 1984. Il honore son premier but 3 décembre 1975 face à Chypre. Capitaine à une reprise, il totalise finalement 36 sélections et 3 buts.
| Date              | Club          | Compétition                      | Adversaire         | Résultat | Tps de jeu | Buts |
| ----------------- | ------------- | -------------------------------- | ------------------ | -------- | ---------- | ---- |
| 13 novembre 1974  | Boavista FC   | Amicale                          | Suisse             | 3-0      | 69         | 0    |
| 20 novembre 1974  | Boavista FC   | Qualifications Euro 1976         | Angleterre         | 0-0      | 90         | 0    |
| 9 mars 1975       | Boavista FC   | Amical                           | Sélection de Goiás | 2-1      | 46         | 0    |
| 26 avril 1975     | Boavista FC   | Amical                           | France             | 0-2      | 79         | 0    |
| 30 avril 1975     | Boavista FC   | Qualifications Euro 1976         | Tchécoslovaquie    | 5-0      | 90         | 0    |
| 13 mai 1975       | Boavista FC   | Amical                           | Écosse             | 1-0      | 65         | 0    |
| 8 juin 1975       | Boavista FC   | Qualifications Euro 1976         | Chypre             | 0-2      | 90         | 0    |
| 12 novembre 1975  | Boavista FC   | Qualifications Euro 1976         | Tchécoslovaquie    | 1-1      | 90         | 0    |
| 19 novembre 1975  | Boavista FC   | Qualifications Euro 1976         | Angleterre         | 1-1      | 90         | 0    |
| 3 décembre 1975   | Boavista FC   | Qualifications Euro 1976         | Chypre             | 1-0      | 90         | 1    |
| 7 avril 1976      | Boavista FC   | Amical                           | Italie             | 3-1      | 46         | 0    |
| 16 octobre 1976   | UD Salamanque | Qualifications Coupe du monde 78 | Pologne            | 0-2      | 90         | 0    |
| 17 novembre 1976  | UD Salamanque | Qualifications Coupe du monde 78 | Danemark           | 1-0      | 90         | 0    |
| 22 décembre 1976  | UD Salamanque | Amical                           | Italie             | 2-1      | 90         | 0    |
| 30 mars 1977      | UD Salamanque | Amical                           | Suisse             | 1-0      | 90         | 1    |
| 9 octobre 1977    | UD Salamanque | Qualifications Coupe du monde 78 | Danemark           | 2-4      | 90         | 0    |
| 29 octobre 1977   | UD Salamanque | Qualifications Coupe du monde 78 | Pologne            | 1-1      | 90         | 0    |
| 16 novembre 1977  | UD Salamanque | Qualifications Coupe du monde 78 | Chypre             | 4-0      | 90         | 0    |
| 8 mars 1978       | UD Salamanque | Amical                           | France             | 2-0      | 90         | 0    |
| 20 septembre 1978 | Benfica       | Amical                           | États-Unis         | 1-0      | 90         | 0    |
| 11 octobre 1978   | Benfica       | Qualifications Euro 1980         | Belgique           | 1-1      | 90         | 0    |
| 15 novembre 1978  | Benfica       | Qualifications Euro 1980         | Autriche           | 1-2      | 90         | 0    |
| 29 novembre 1978  | Benfica       | Qualifications Euro 1980         | Écosse             | 1-0      | 90         | 0    |
| 9 mai 1979        | Benfica       | Qualifications Euro 1980         | Norvège            | 0-1      | 90         | 1    |
| 24 septembre 1980 | Benfica       | Amical                           | Italie             | 3-1      | 90         | 0    |
| 7 octobre 1980    | Benfica       | Amical                           | États-Unis         | 1-1      | 20         | 0    |
| 19 novembre 1980  | Benfica       | Qualifications Coupe du monde 82 | Irlande du Nord    | 1-0      | 84         | 0    |
| 17 décembre 1980  | Benfica       | Qualifications Coupe du monde 82 | Israël             | 3-0      | 90         | 0    |
| 15 mars 1981      | Benfica       | Amical                           | Bulgarie           | 1-1      | 79         | 0    |
| 20 avril 1981     | Benfica       | Qualifications Coupe du monde 82 | Irlande du Nord    | 1-0      | 90         | 0    |
| 20 juin 1981      | Benfica       | Amical                           | Espagne            | 2-0      | 83         | 0    |
| 24 juin 1981      | Benfica       | Qualifications Coupe du monde 82 | Suède              | 3-0      | 90         | 0    |
| 22 septembre 1982 | Benfica       | Qualifications Euro 1984         | Finlande           | 0-2      | 90         | 0    |
| 10 octobre 1982   | Benfica       | Qualifications Euro 1984         | Pologne            | 2-1      | 36         | 0    |
| 13 avril 1983     | Benfica       | Amical                           | Hongrie            | 0-0      | 39         | 0    |
| 27 avril 1983     | Benfica       | Qualifications Euro 1984         | URSS               | 5-0      | 90         | 0    |

### Entraîneur
Le tableaux ci-dessous, comprend tous les matches officiels hors matches amicaux.
| Résultats | Résultats            | Résultats           | Résultats | Résultats | Résultats | Résultats           | Total     | Total       | Total   | Total      |
| Saison    | Club                 | Pays                | Victoires | Nuls      | Défaites  | Classement          | Titres    | % Victoires | % Nuls  | % Défaites |
| --------- | -------------------- | ------------------- | --------- | --------- | --------- | ------------------- | --------- | ----------- | ------- | ---------- |
| 1984-85   | Boavista FC          | I Divisão           | 5         | 2         | 2         | 4°                  | 0         | 55,56 %     | 22,22 % | 22,22 %    |
| 1985-86   | Boavista FC          | I Divisão           | 16        | 8         | 10        | 5°                  | 0         | 47,06 %     | 23,53 % | 29,41 %    |
| 1986-87   | Boavista FC          | I Divisão           | 5         | 6         | 7         | Saison non terminée | 0         | 27,78 %     | 33,33 % | 38,89 %    |
| 1987-88   | Leixões SC           | II Divisão Z. Norte | 25        | 9         | 8         | 1°                  | 1         | 59,52 %     | 21,43 % | 19,05 %    |
| 1988-89   | Estrela Amadora      | I Divisão           | 16        | 13        | 13        | 8°                  | 0         | 38,10 %     | 30,95 % | 30,95 %    |
| 1989-90   | Estrela Amadora      | I Divisão           | 15        | 12        | 16        | 12°                 | 1         | 34,88 %     | 29,91 % | 35,21 %    |
| 1990-91   | Boavista FC          | I Divisão           | 6         | 2         | 4         | Saison non terminée | 0         | 50 %        | 16,67 % | 33,33 %    |
| 1990-91   | Vitória Guimarães    | I Divisão           | 9         | 2         | 9         | 9°                  | 0         | 45 %        | 10 %    | 45 %       |
| 1991-92   | Vitória Guimarães    | I Divisão           | 15        | 13        | 8         | 5°                  | 0         | 41,67 %     | 36,11 % | 22,22 %    |
| 1992-93   | Estrela Amadora      | II Divisão Honra    | 21        | 14        | 4         | 1°                  | 1         | 53,85 %     | 35,90 % | 10,25 %    |
| 1993-94   | Estrela Amadora      | I Divisão           | 13        | 15        | 11        | 7°                  | 0         | 33,33 %     | 38,46 % | 28,21 %    |
| 1994-95   | Os Belenenses        | I Divisão           | 10        | 7         | 18        | 12°                 | 0         | 28,57 %     | 20 %    | 51,43 %    |
| 1995-96   | Os Belenenses        | I Divisão           | 16        | 9         | 12        | 6°                  | 0         | 43,24 %     | 25,71 % | 31,05 %    |
| 1996-97   | UD Salamanque        | Segunda Division    | 1         | 2         | 5         | Saison non terminée | 0         | 12,50 %     | 25 %    | 62,50 %    |
| 1996-97   | Boavista FC          | I Divisão           | 1         | 2         | 2         | Saison non terminée | 0         | 20 %        | 40 %    | 40 %       |
| 1997-98   | SC Campomaiorense    | I Divisão           | 10        | 5         | 12        | 11°                 | 0         | 37,03 %     | 18,52 % | 44,45 %    |
| 1998-99   | SC Campomaiorense    | I Divisão           | 2         | 3         | 8         | Saison non terminée | 0         | 15,38 %     | 23,08 % | 61,54 %    |
| 1998-99   | SC Farense           | I Divisão           | 4         | 5         | 5         | 11°                 | 0         | 28,58 %     | 35,71 % | 35,71 %    |
| 1999-00   | SC Farense           | I Divisão           | 3         | 5         | 6         | Saison non terminée | 0         | 21,43 %     | 35,71 % | 42,86 %    |
| 2000-01   | Académica de Coimbra | II Divisão Honra    | 8         | 4         | 7         | 8°                  | 0         | 42,11 %     | 21,05 % | 36,84 %    |
| 2001-02   | Académica de Coimbra | II Divisão Honra    | 20        | 11        | 7         | 2°                  | 0         | 52,63 %     | 28,95 % | 18,42 %    |
| 2002-03   | Académica de Coimbra | I Divisão           | 2         | 5         | 6         | Saison non terminée | 0         | 15,38 %     | 38,46 % | 46,16 %    |
| 2002-03   | Estrela Amadora      | II Divisão Honra    | 5         | 4         | 1         | 3°                  | 0         | 50 %        | 40 %    | 10 %       |
| 2003-04   | Estrela Amadora      | I Divisão           | 1         | 1         | 11        | Saison non terminée | 0         | 8,33 %      | 8,33 %  | 83,34 %    |
| 2003-04   | Leixões SC           | II Divisão Honra    | 1         | 3         | 3         | Saison non terminée | 0         | 14,28 %     | 42,86 % | 42,86 %    |
| 2007-08   | Benfica              | Juniors A Zona Sul  | 23        | 4         | 3         | 2°                  | 0         | 76,67 %     | 13,33 % | 10 %       |
| 2007-08   | Benfica              | Phase finale        | 3         | 1         | 2         | 2°                  | 0         | 50 %        | 16,67 % | 33,33 %    |
| 2008-09   | Benfica              | Juniors A Zona Sul  | 22        | 5         | 3         | 2°                  | 0         | 73,33 %     | 16,67 % | 10 %       |
| 2008-09   | Benfica              | Phase finale        | 3         | 2         | 1         | 2°                  | 0         | 50 %        | 33,33 % | 16,67 %    |
| 2009-10   | Servette FC          | Challenge League    | 14        | 5         | 3         | 4°                  | 0         | 63,64 %     | 22,73 % | 13,63 %    |
| 2010-11   | Servette FC          | Challenge League    | 21        | 6         | 6         | 2°                  | 0         | 63,64 %     | 18,18 % | 18,18 %    |
| 2011-12   | Servette FC          | Super League        | 9         | 4         | 8         | 4°                  | 0         | 42,86 %     | 19,05 % | 38,09 %    |
| 2012-13   | Servette FC          | Super League        | 2         | 4         | 6         | Saison non terminée | 0         | 16,67 %     | 33,33 % | 50 %       |
| Total     | Total                | Total               | 327       | 193       | 227       | incomplet           | incomplet | 43,78 %     | 25,84 % | 30,38 %    |

#### Coupes continentales
En gras, le club vainqueur.
| Date              | Club        | Compétition | Adversaire      | Résultat        |
| ----------------- | ----------- | ----------- | --------------- | --------------- |
| 19 septembre 1985 | Boavista FC | C3          | Club Bruges     | 4-3             |
| 2 octobre 1985    | Boavista FC | C3          | Club Bruges     | 1-3             |
| 17 septembre 1986 | Boavista FC | C3          | Fiorentina      | 1-0             |
| 2 octobre 1986    | Boavista FC | C3          | Fiorentina      | 0-1 (3-1, pen.) |
| 23 octobre 1986   | Boavista FC | C3          | Glasgow Rangers | 1-2             |
| 5 novembre 1986   | Boavista FC | C3          | Glasgow Rangers | 0-1             |
| 2 juillet 2012    | Servette FC | C3          | Gandzasar Kapan | 2-0             |
| 26 juillet 2012   | Servette FC | C3          | Gandzasar Kapan | 1-3             |
| 2 août 2012       | Servette FC | C3          | Rosenborg BK    | 1-1             |
| 9 août 2012       | Servette FC | C3          | Rosenborg BK    | 0-0             |

## Palmarès

### Joueur

#### Avec leBoavista FC
- Vainqueur de la Coupe du Portugal en 1975 et 1976

#### Avec leBenfica Lisbonne
- Vainqueur de la Supercoupe du Portugal en 1980
- Vainqueur du Championnat du Portugal en 1981 et 1983
- Vainqueur de la Coupe du Portugal en 1981 et 1983

#### Honneurs
- Nommé pour le Ballon d'Or en 1975 avec le Boavista , en 1978 avec Salamanque , et en 1979 avec le PSG .
- Meilleur joueur portugais du Championnat du Portugal 1975 avec Boavista
- Vice Champion du Portugal en 1976 avec le Boavista
- Meilleur joueur étranger de la « Liga » 1978 avec Salamanque
- Vice Champion du Portugal en 1979 avec le Benfica
- Vice Champion du Portugal en 1982 avec le Benfica
- Finaliste de la C3 en 1983 avec le Benfica

### Entraîneur

#### Avec leLeixões SC
- Vainqueur de la II Divisão Zona Norte en 1988

#### Avec l'Estrela Amadora
- Vainqueur de la Coupe du Portugal en 1990
- Vainqueur de la Divisão de Honra en 1993

#### Honneurs
- Vice Champion du Portugal de deuxième division en 2002 avec l'Académica
- Vice Champion Juniors A du Portugal en 2008 avec le Benfica
- Vice Champion Juniors A du Portugal en 2009 avec le Benfica
- Vice Champion de deuxième division en 2011 avec le Servette